# Коледж Вікторії (Александрія)
31°14′55″ пн. ш. 29°58′43″ сх. д. / 31.2486° пн. ш. 29.9785° сх. д.
Коледж Вікторії — одна з найстаріших англійських шкіл в Єгипті, що розташована в місті Александрія. Названий на честь британської королеви Вікторії. Мовою викладання є англійська. Він і коледж Святого Марка вважаються одними з найпрестижніших і найстаріших шкіл в Олександрії. Коледж також має відділення у Каїрі.

## Історія
Коледж Вікторії був заснований у 1902 році в Олександрії за підтримки тодішнього британського губернатора Єгипту Евеліна Берінга. Призначений щоб навчати англійців та решту іноземців, які проживали в Єгипті, а також єгиптян англійської мови. До початку Другої світової війни школа набула величезної популярності серед монархів у всьому світі і була визнана школою принців, королів, шейхів і заможних класів. Школа залишалася під опікою Великої Британії до 1956 року, коли відносини між двома країнами похолоднішали через Суецьку кризу, і школа була передана Міністерству освіти Єгипту. Більшість предметів у школідосі викладають англійською мовою.

## Відомі випускники
- Абд Аль-Ілах, спадкоємний принц Іраку
- Джамаль Хашоґджі
- Аднан Пачачі, Міністр закордонних справ Іраку
- Ахмед Рамзі, єгипетський актор
- Аль-Садік Аль-Махді, двічі обраний прем'єр-міністром Судану
- Андре Асіман, письменник
- Едвард Саїд, публічний інтелектуал і автор «Орієнталізму» .
- Джордж Антоніус, ліванський історик
- Хусейн, король Йорданії
- Лека, наслідний принц Албанії
- Майкл Атія, британський математик
- Омар Шаріф, єгипетський актор
- Симеон II, цар Болгарії
- Юсеф Шахін, єгипетський режисер
- Заїд Аль-Ріфаї, прем'єр-міністр Йорданії
- Заїд ібн Шакер, прем'єр-міністр Йорданії